# Zádiel
Zádiel je slovenská obec v okrese Košice. Obec je výchozím bodem pro pěší turistiku do krasového kaňonu Slovenské krasu tzv. Zádielské tiesňavy a Zádielské planiny. Kaňon Zádielské tiesňava je hluboký 300 metrů a dlouhý 3 kilometry.
V obci žije asi 170 obyvatel, převážně důchodců. Obecní zastupitelstvo má 5 členů.
Do obce zajíždí veřejná autobusová doprava. Nejbližší vlaková zastávka je Dvorníky - Zádiel, vzdálená z centra obce 2 kilometry.